# Lamharra
Lamharra (franska: Lamharra (CR), Lamharra (Commune Rurale), arabiska: الجعيدات) är en kommun i Marocko.   Den ligger i provinsen Rehamna och regionen Marrakech-Safi, 230 km söder om huvudstaden Rabat. Antalet invånare är 10 172.